# 32-й пехотный полк (Австро-Венгрия)

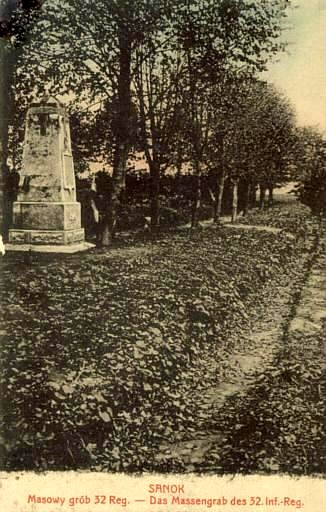
Захоронение солдат 32-го полка в Саноке (разрушено властями Польской Народной Республики)

32-й Венгерский пехотный полк (нем. Ungarisches Infanterie-Regiment Nr. 32) — венгерский пехотный полк Единой армии Австро-Венгрии.

## История
Образован в 1741 году. До 1915 года носил название 32-й Венгерский пехотный полк «Императрица и королева Мария-Терезия» (нем. Ungarisches Infanterie Regiment «Kaiserin und Königin Maria Theresia» Nr. 32). Участвовал в Наполеоновских войнах и Австро-итало-прусской войне. В разное время покровителями полка были:
- 1834—1875: эрцгерцог Франц Фердинанд д'Эсте, герцог Модены
- 1888—1918: императрица Священной Римской Империи Мария-Терезия

Полк состоял из 4-х батальонов: 1-й, 2-й и 4-й базировались в Триесте, 3-й — в Будапеште. Национальный состав полка по состоянию на 1914 год: 91 % — венгры, 9 % — прочие национальности.
В 1914 полк сражался на Восточном фронте Первой мировой войны против русской армии в Галиции. Солдаты полка были захоронены на военных кладбищах кладбище в Котовице, Томашувах-Мазовецких и Ленчице. В ходе так называемых реформ Конрада с июня 1918 года число батальонов было сокращено до трёх: остались только 2-й, 3-й и 4-й батальоны.

## Командиры

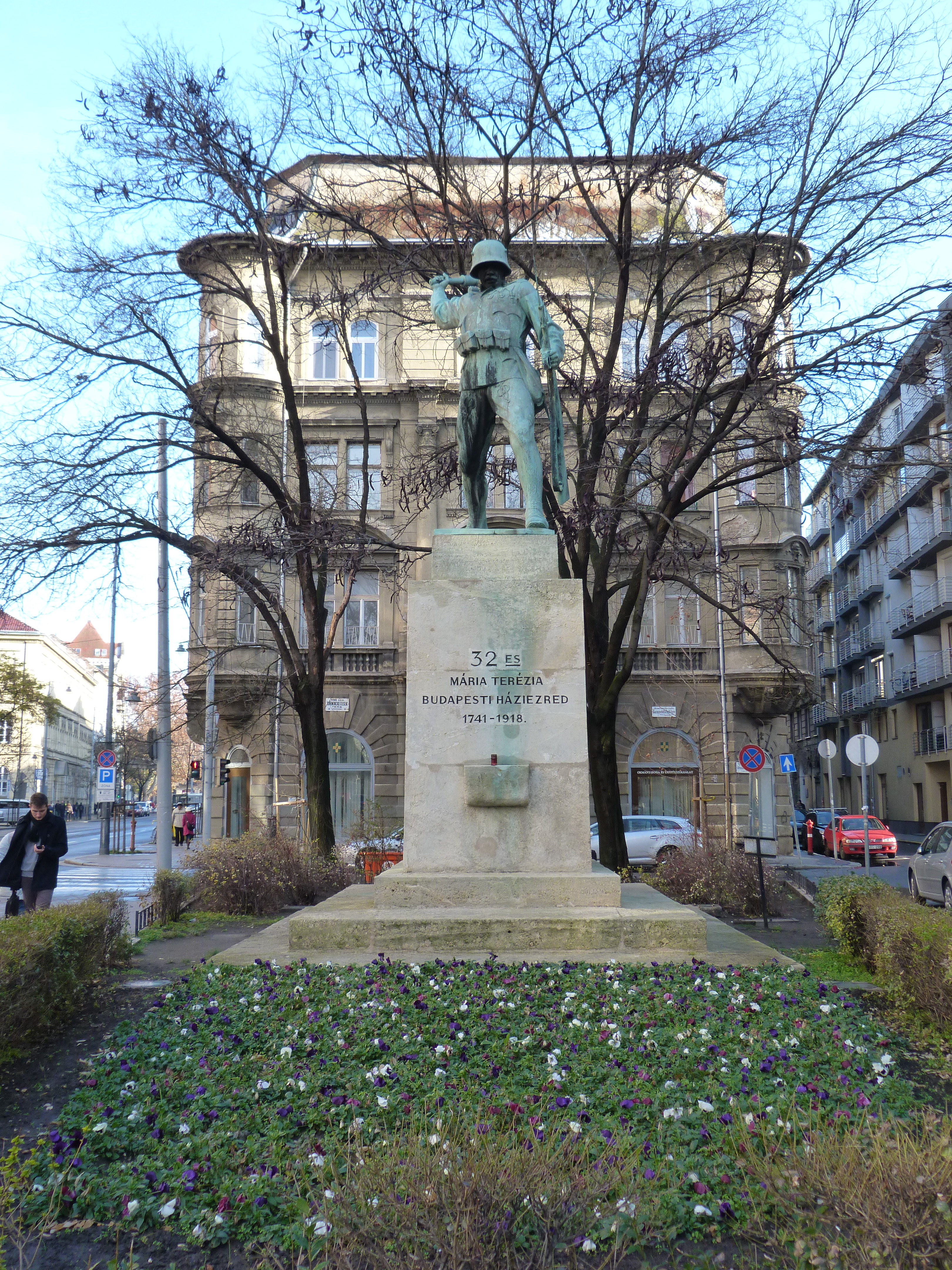
Памятник 32-му пехотному полку в Будапеште

- 1859: полковник Виктор Альт-Лайнинген-Вестербург (нем. Victor Alt-Leiningen-Westerburg)[9]
- 1865: полковник Виктор Альт-Лайнинген-Вестербург[10]
- 1873: полковник Максимилиан фон Крусс (нем. Maximilian von Cruss)
- 1879: полковник Гуго Мильде фон Хельфенштейн (нем. Hugo Milde von Helfenstein)[11]
- 1903—1904: полковник Рудольф Цанкль (нем. Rudolf Cankl)
- 1905—1908: полковник Вильгельм Никль (нем. Wilhelm Nickl)[12]
- 1909—1910: полковник Его императорское и королевское Высочество эрцгерцог Петер Фердинанд (нем. Peter Ferdinand)
- 1911—1913: полковник Блазиус Дани фон Дьярмата (нем. Blasius Dáni v. Gyarmata)
- 1914: полковник Карл Хайзегг (нем. Karl Heisegg)[2]